# Courtemautruy
Courtemautruy ist ein Ort in der Gemeinde Courgenay in der Schweiz.

## Geographie
Courtemautruy liegt 1 km südöstlich von Courgenay und 2 km nördlich des Col de la Croix, am nördlichen Rande eines Hügelzugs.

## Geschichte
Die Siedlung wird erstmals 1146 als Curtemaltrut urkundlich erwähnt. In Courtemautruy steht die Kapelle Saint-Eloi aus dem Jahr 1783.

## Verkehr
Courtemautruy liegt an der Strasse von Courgenay nach St-Ursanne.